# West Miami
West Miami è un comune degli Stati Uniti d'America situato nella parte centrale della Contea di Miami-Dade dello Stato della Florida.
Secondo le stime del 2011, la città ha una popolazione di 6.105 abitanti su una superficie di 1,80 km².